# Bounty
Die Bounty war ein britischer Dreimaster, auf dem es am 28. April 1789 bei Tonga zu einer der berühmtesten Meutereien der Seefahrtsgeschichte kam. Als  „Meuterei auf der Bounty“ ist die Geschichte seither immer wieder Gegenstand von Romanen, Sachbüchern, Filmen, Theaterstücken und Hörspielen geworden.
Das 1784 in Hull gebaute Kauffahrteischiff, das ursprünglich unter dem Namen Bethia als Kohlefrachter eingesetzt wurde, war von der britischen Admiralität für eine Expedition in die Südsee angekauft worden. Nach umfangreichen Umbauten  brach es 1787 unter Führung von Lieutenant William Bligh von Spithead zu einer Reise nach Tahiti auf, um Stecklinge des Brotfruchtbaums von dort zu den Antillen zu bringen. Nach ihrer Tat ließen sich die Meuterer auf der abgelegenen Insel Pitcairn nieder. Vor deren Küste setzten sie die Bounty in Brand. 

## Vorgeschichte
Wegen des Amerikanischen Unabhängigkeitskriegs waren die früher regelmäßigen und preisgünstigen Getreidelieferungen aus den nordamerikanischen Kolonien Großbritanniens in die Karibik ausgefallen. Danach gab es dort mehrere Hungersnöte, denen zwischen 1780 und 1787 etwa 15.000 Menschen zum Opfer fielen. Insbesondere die Besitzer der großen Zuckerrohrplantagen auf Jamaika verlangten deshalb nach einem ständig verfügbaren und preiswerten Grundnahrungsmittel für ihre Sklaven.
Joseph Banks, der Präsident der Royal Society, der Königlichen Gesellschaft zur Förderung wissenschaftlicher Forschung, empfahl hierfür die der Süßkartoffel ähnlich schmeckende, vitaminreiche Brotfrucht. Einmal gepflanzt kommen die Bäume fast ohne Pflege aus und können das ganze Jahr über geerntet werden. Banks hatte sich für die in Europa vorher wenig bekannte Frucht auf James Cooks erster Weltumsegelung begeistert.
Statt die Beschaffung und Überführung der Stecklinge selbst durchzuführen, erwirkten die Großgrundbesitzer die Finanzierung des Projekts durch die Krone, wobei sie von Banks unterstützt wurden. Am 5. Mai 1787 erließ König Georg III. eine entsprechende Order an die Admiralität. Diese versuchte, ihren ersten kommerziellen Auftrag, der weder militärischen noch Forschungszwecken diente, zu möglichst niedrigen Kosten zu erfüllen.

## Schiff

### Herkunft und Name

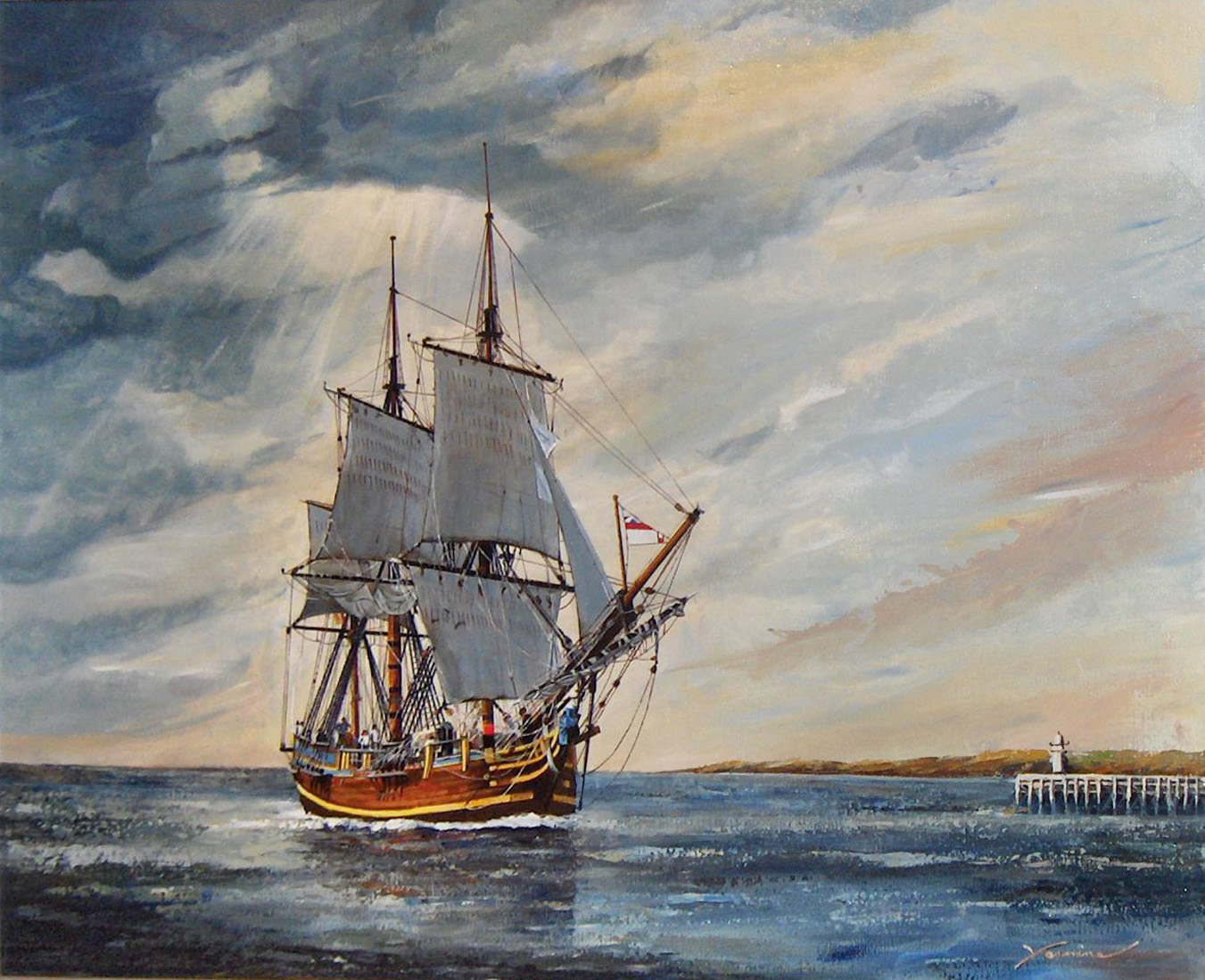
Bounty unter Segel (Nachbau 1960)

Aus Zeitgründen und weil für nichtmilitärische Fahrten Stauraum wichtiger war als Feuerkraft, erwarb die Admiralität den zivilen Kohletransporter Bethia. James Cook hatte für seine Südseereisen ähnliche Schiffe mit geringem Tiefgang genutzt, die jedoch deutlich größer waren. Die Bethia hatte eine Rumpflänge von 27,7 m, eine größte Breite von 7,3 m und ein Fassungsvermögen von 215 Tonnen (zum Vergleich: Cooks Endeavour hatte 368 Tonnen).
Die Enge des Schiffs sollte sich später als problematisch erweisen, da es mit über 40 Mann Besatzung überfüllt war. Dadurch entstanden immer wieder Konflikte zwischen den Matrosen. Zudem war es aufgrund der beengten Verhältnisse nicht möglich, Marineinfanterie auf dem Schiff zu stationieren, die möglicherweise als bewaffnete Schiffspolizei die Disziplin hätte sichern können.
Das Schiff wurde Ende Mai 1787 in die Werft der Admiralität in Deptford Yard bei Chatham verlegt. Dort wurde es zum „segelnden Treibhaus“ umgebaut und die Masten gekürzt. Am 8. Juni wurden der Neuerwerb und der neue Name Bounty öffentlich bekanntgegeben.

## Besatzung
Zur Besatzung der Bounty gehörten insgesamt 46 Personen. Das Kommando hatte der 33-jährige Leutnant William Bligh, der bereits als Steuermann (Sailing Master) auf James Cooks dritter Reise gedient hatte. Dabei hatte er auch Tahiti und somit die Verhältnisse vor Ort kennengelernt. Ohne die Zustimmung der einheimischen Machthaber wäre das Abnehmen und Bewurzeln einer großen Anzahl von Stecklingen kaum möglich gewesen. Bestellt wurde Bligh auch auf Betreiben seines Mentors Joseph Banks und des Onkels seiner Gattin, Duncan Campbell. Dem Großgrundbesitzer auf Jamaika und Reeder hatte auch die Bethia gehört. Campbell hatte dem König die Expedition nahelegen lassen und Banks die Petition, die seinem eigenen Vorschlag entsprach, nach Kräften unterstützt. So war Bligh beiden verpflichtet und jeder von ihnen brachte Protegés auf seinem Schiff unter. So stellte Bligh beispielsweise fünf statt der nötigen zwei Midshipmen ein.
Der Ranghöchste nach Bligh war der Steuermann (Sailing Master) John Fryer. Dessen Bestellung durch die Admiralität hatte ihn für die Dauer der Reise in den Rang eines Acting Lieutenant (etwa: amtierender Leutnant) versetzt – er übte eine Funktion aus, die ansonsten ein Lieutenant hätte bekleiden müssen. Er befehligte auch die Erste Wache.
Zu Beginn der Reise gab es neben dem Kommandanten fünf Offiziersfunktionen, die von Offiziersstellvertretern (Warrant Officers) und deren Gehilfen (Mates; Mate = Gehilfe, Maat) ausgefüllt wurden: den Steuermann John Fryer mit seinen beiden Gehilfen (Master’s Mates) Fletcher Christian und William Elphinstone, den Artilleriemeister (Gunner) und Zweiten Wachhabenden William Peckover, den Bootsmann (Boatswain) William Cole, den Schiffszimmermann (Carpenter) William Purcell und den Arzt (Surgeon) Thomas Huggan. Offiziersähnlichen Status hatten der Waffenmeister (Armourer), der Bordschreiber (Captain’s Clerk), der Kapitänsdiener (Captain’s Steward), der Assistent des Arztes und die beiden für die Expedition an Bord gekommenen Botaniker.
Im Unteroffiziersrang standen sechs Männer: zwei Rudergänger (Quartermaster) und ein Rudergänger-Gehilfe (Quartermaster’s Mate), ein Artilleriemeistergehilfe (Gunner’s Mate), der Segelmacher (Sailmaker) und der Gehilfe des Zimmermanns (Carpenter’s Mate).
Die Midshipmen standen ebenfalls noch mehr (formal) oder weniger (fachlich) über den Matrosen, unter denen der hannoversche Küfer Heinrich Hillbrant aufschien. Als Leichtmatrose geführt wurde ein halbblinder irischer Geiger namens Michael Byrn. Bligh wollte so für gute Laune und gesunde Bewegung sorgen, was aber innerhalb der Mannschaft nicht gut aufgenommen wurde: Man wollte ungern „auf Befehl“ tanzen und hätte auf dem schwach bemannten Schiff lieber einen Vollmatrosen mehr gehabt. Byrn war nach der Meuterei der erste im Beiboot und wurde prompt von seinen „Kameraden“ hinausgedrängt. Neben ihm waren noch sieben andere, die meist als Matrosen geführt wurden, wegen ihrer Funktionen vom Wachdienst befreit, beispielsweise der Küfer, der Koch, der Fleischer, der Segelmacher und die beiden Botaniker.
Somit hatte Bligh zwar 45 Mann, aber weniger als 24 echte Matrosen zur Verfügung. In Spithead, wo die Bounty Ende September angekommen war, um letzte Vorkehrungen zu treffen und den endgültigen Befehl zur Reise abzuwarten, hatte es bereits 14 Desertionen gegeben. Die dadurch fehlenden Besatzungsmitglieder konnten aber weitgehend ersetzt werden. Den späteren Meuterer Christian kannte Bligh von mehreren gemeinsamen Fahrten, zunächst auf der Cambridge 1782 und später für Campbell. Um die Bestellung für die Bounty hatte Christian den Leutnant brieflich gebeten. Auch mit einigen anderen Mitgliedern seiner Crew war Bligh schon früher unterwegs gewesen, mit dem altgedienten Artilleristen Peckover beispielsweise unter Cook.

## Hinfahrt
Befohlen war die kürzeste Route über Kap Hoorn nach Tahiti. Von dort aus sollte die Bounty mit ihrer Ladung die Torres-Straße ansteuern, eventuell auf Java weitere Pflanzen aufnehmen, über das Kap der Guten Hoffnung die Antillen erreichen, die Pflanzen abliefern und nach England zurückkehren. Allenfalls unbekannte Küstenabschnitte oder Inseln sollten kartografiert werden, soweit der Zeitplan dies erlaubte – ein für jedes Schiff der Admiralität gültiger, allgemeiner Auftrag.
Am 23. Dezember 1787 stach die Bounty endlich in See. Es war der zweite Anlauf nach dem im Dezember eingegangenen Befehl – der erste hatte nach wenigen Tagen wegen Schwerwetters abgebrochen werden müssen. In Santa Cruz de Tenerife ließ Bligh Wasser und Proviant bunkern. Mit der Abreise am 10. oder 11. Januar führte Bligh zum Wohl seiner Crew dort ein fortschrittliches Drei-Wachen-System ein und bestellte Christian zum Dritten Wachführer.
Am 7. Februar 1788 passierte das Schiff den Äquator. Am 23. März nahm die Bounty Kurs auf Kap Hoorn. Trotz minimaler Wahrscheinlichkeit, das Kap mit dem kleinen Schiff um diese Jahreszeit umrunden zu können, versuchte Bligh, den Befehl trotz des schweren wütenden Sturms auszuführen. In der Mannschaft gab es kleinere Verletzungen und Erkrankungen, über die Verpflegung wurde gemurrt. Man warf Bligh vor, er habe einen Käse aus dem Proviant der Mannschaft für sich selbst abzweigen lassen.
Dass Bligh Fryer lautstark tobend vor den Augen der Mannschaft kritisierte, weil dieser nicht rechtzeitig die Segel gekürzt und dadurch das Schiff gefährdet hatte, steigerte die Spannungen zwischen den beiden Ranghöchsten an Bord in Zukunft erheblich. Erst am 22. April beschloss Bligh den Kurswechsel zum Kap der Guten Hoffnung, den ihm die Admiralität als Notlösung zugestanden hatte.
Die Bounty traf am 24. Mai in der False Bay bei Kapstadt ein, wo sie generalüberholt werden musste. Christian, der kaum Bargeld dabei hatte (ein Zwischenaufenthalt war ja nicht vorgesehen), musste von Bligh Geld borgen, um während der Liegezeit standesgemäß an Land auftreten zu können, was Bligh ihm später mehrmals öffentlich vorwarf. Das Schiff lief Ende Juni wieder aus.
Einen vierzehntägigen Zwischenaufenthalt gab es ab 20. August in der Adventure Bay (Insel Bruni, südöstlich von Tasmanien). Danach, am 19. September, entdeckte Bligh die Bountyinseln, eine Gruppe winziger Felsen auf 47° 45′ S, 179° 3′ O (südöstlich Neuseelands). Das Schiff stand jetzt nahe der Datumsgrenze.
Am 9. Oktober starb der Vollmatrose James Valentine an Blutvergiftung, was Bligh auf unsaubere Instrumente des Bordarztes zurückführte. Am selben Tag gab es auch wieder einen Eklat mit Fryer, der sich geweigert hatte, das Logbuch zu unterschreiben, und es erst tat, als Bligh ihm dies vor versammelter Mannschaft befahl.

## Tahiti

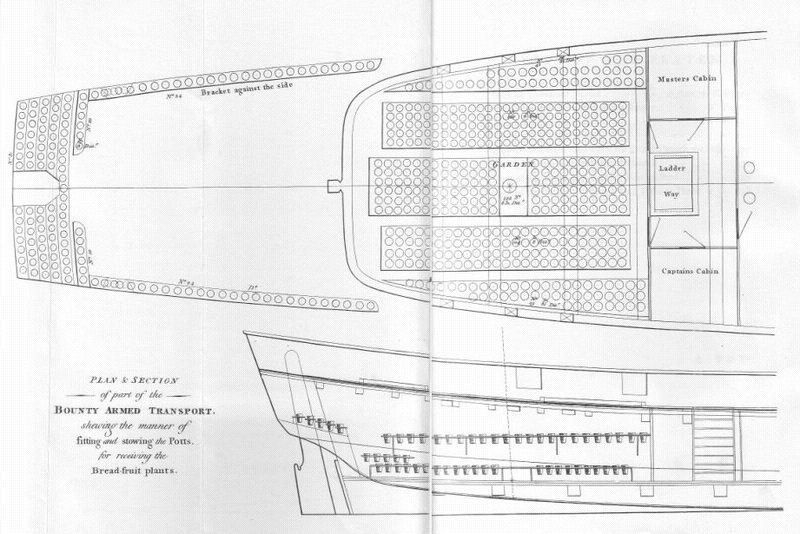
Der für die Pflanzen benötigte Platz

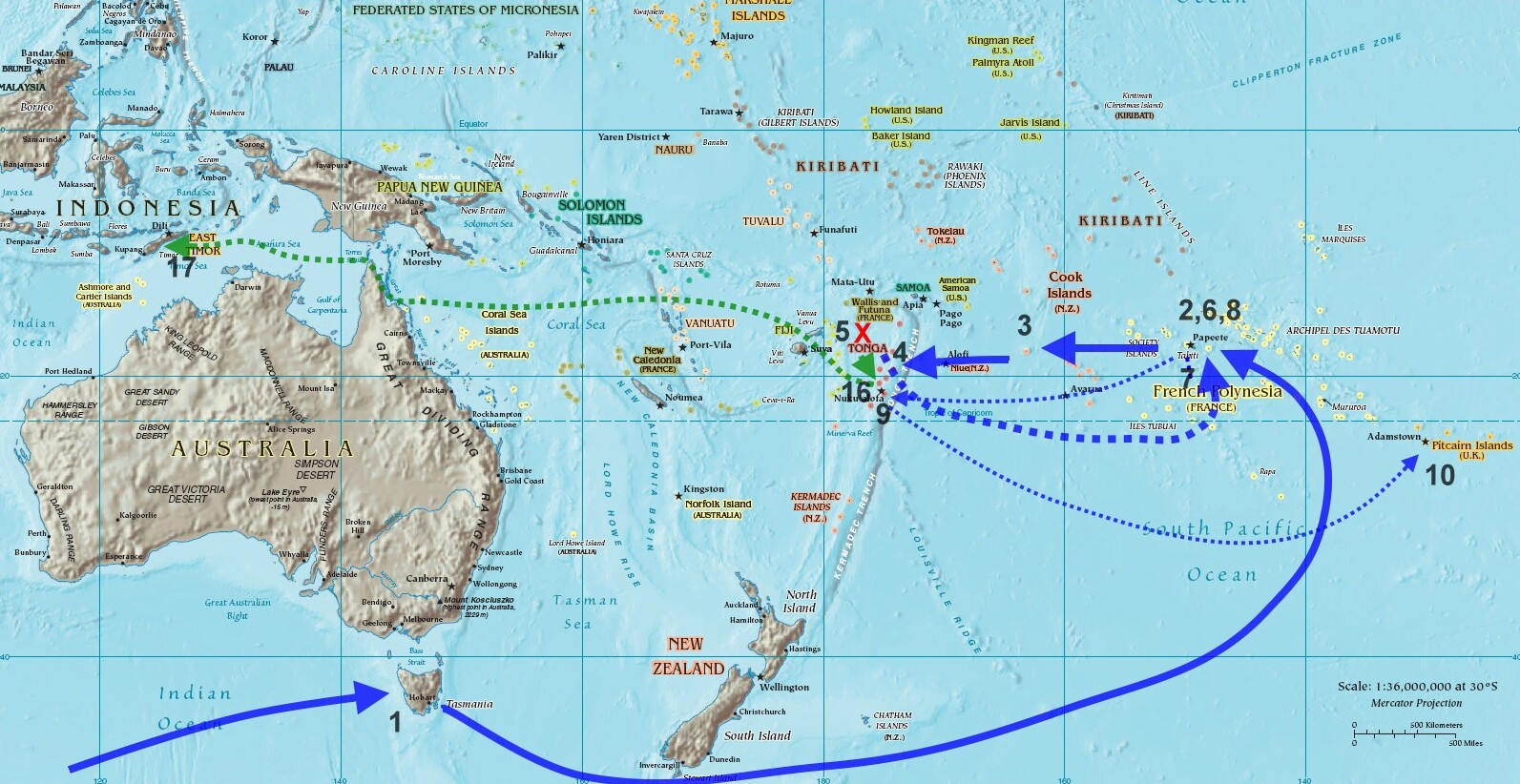
Fahrt der Bounty und des Beiboots unter Bligh

Die Bounty erreichte Tahiti am 25. Oktober 1788 und ging in der Matavai-Bucht vor Anker. Das Schiff verbrachte fünf Monate dort, da sich der Brotfruchtbaum zur Ankunftszeit in einer Ruhephase befand und nicht sofort Stecklinge zu ziehen waren.
Die Mannschaft und auch Bligh genossen das Leben mit den freundlichen Menschen, es gab zahlreiche Kontakte zu Tahitianerinnen. Einige Besatzungsmitglieder, etwa Fletcher Christian und Peter Heywood, gingen längerfristige Beziehungen ein. Manche, wie Heywood, ließen sich tätowieren, wie es bei den Einheimischen Brauch war. Am 9. Dezember 1788 erlag der zwischenzeitlich seiner Funktion enthobene Schiffsarzt seiner Trunksucht.
Ende Dezember schien die Disziplin verfallen zu sein. Am 5. Januar 1789 versuchten drei Männer, mit einem Beiboot zu desertieren. Sie wurden am 22. wieder eingefangen und mit einem oder zwei Dutzend Hieben mit der „Neunschwänzigen Katze“ bestraft, was angesichts der Tat damals als äußerst milde galt: Sogar die Todesstrafe durch Hängen wäre für Desertion und Diebstahl des Beibootes in Frage gekommen.
Am 4. April 1789 verließ die Bounty Tahiti mit Kurs auf die Endeavour-Straße, den südlichsten Teil der Meerenge zwischen Australien und Neuguinea. Sie hatte 1015 Jungpflanzen an Bord; entsprechend eng muss es an Bord gewesen sein.

## Meuterei
Am 24. April 1789 legte Bligh einen Zwischenstopp in Nomuka (Tongainseln) ein, um wie Tasman 1643 und Cook 1777 Proviant und Wasser zu ergänzen. Einer der Einwohner, ein älterer Mann, erinnerte sich an ihn. Es kam bald zum Streit. Einheimische stahlen Ausrüstungsgegenstände der Bounty, wofür Bligh seinen dritten Wachführer Christian verantwortlich machte. Dann versuchte er, einige Stammesführer als Geiseln festzuhalten, um das Diebesgut wiederzubekommen, ließ sich aber zuletzt überzeugen, dass dies nichts nützen würde, und gab die Geiseln wieder frei.
Südwestlich von Tofua, heute ebenfalls zu Tonga gehörig, kam es am 28. April zur Meuterei: Am Vorabend war Christian von Bligh beschuldigt worden, sich am Schiffsvorrat an Kokosnüssen vergriffen zu haben. Christian, der sich erneut ungerecht behandelt fühlte, betrank sich anschließend und sprach gegenüber einigen Matrosen davon, mit einem Floß nach Tahiti zurückkehren zu wollen. Diese scheinen ihm dann zugeredet zu haben, stattdessen Bligh auszusetzen.
Christians vierstündige Wache begann um 4 Uhr, nachdem er keine halbe Stunde geschlafen haben konnte (er war in seiner Freiwache bis 03:30 Uhr an Deck geblieben). Ab 04:30 Uhr kam es zu Debatten an Deck, gegen 05:20 Uhr wurde Bligh festgenommen und an den Handgelenken gefesselt. Christian, Mills, Churchill, Burkett und Adams bedrohten ihn mit Waffen. Hitzige Debatten entstanden, Bligh tobte, Fryer brüllte auf Christian ein und das kleine Beiboot wurde zum Wassern vorbereitet. Um 7 Uhr war das geschehen, aber das Boot war in einem so schlechten Zustand, dass man Bligh die Barkasse zugestand.
Nach einer halben Stunde war sie gewassert. Zu Christians Verwunderung wollten jetzt 18 Mann einsteigen. Gegen 8 Uhr war die Barkasse voll besetzt, Bligh aber noch an Bord der Bounty. Im Beiboot waren zwei kleine Fässer Wasser (maximal 125 Liter), etwas Wein, Rum, Brot und Zwieback (insgesamt rund 75 kg) sowie einige Kokosnüsse. Ein wenig Kleidung wurde ins Boot geworfen, der Zimmermann durfte sein Werkzeug mitnehmen und der Bordschreiber konnte die allerwichtigsten Unterlagen Blighs – darunter dessen Kapitänspatent sowie die Logbücher – zusammensuchen. Kurz nach 8 Uhr wurde dieser als letzter ins Boot genötigt und erneute Debatten begannen, als er Christian ein letztes Mal umzustimmen versuchte. Gleichzeitig erbaten und erhielten die Männer in der Barkasse noch etwa 10 kg Dörrfleisch. Kurz vor 10 Uhr, als das seit zwei Stunden nachgeschleppte Boot losgemacht wurde, warf man ihnen noch vier Entermesser zu, aber keine Feuerwaffen. Die Aushändigung des Zeitmessers K2 („Bounty Timekeeper“) wurde Bligh verwehrt.
Der harte Kern der Meuterer bestand aus 9 Personen: Edward „Ned“ Young (die treibende Kraft – er hatte Christian angestiftet) und Christian, des Weiteren Adams, Brown, Martin, McCoy, Mills, Quintal und Williams. Dazu kamen 9 aktive Mitläufer. Rund 22 waren relativ loyal, einige unentschlossen. Manche waren freiwillig oder unter Zwang seitens der Meuterer auf der Bounty geblieben, andere waren dazu gezwungen gewesen, da es an Bord des Beiboots keinen Platz mehr gab. Martin war nach einem Streit mit Peckover aus dem Beiboot aufs Schiff zurück genötigt worden. Später entschieden sich 16 Männer, lieber in Tahiti zu bleiben und auf die unvermeidliche Suchexpedition zu warten, statt Christian zu begleiten.

## Fahrt der Barkasse nach Kupang

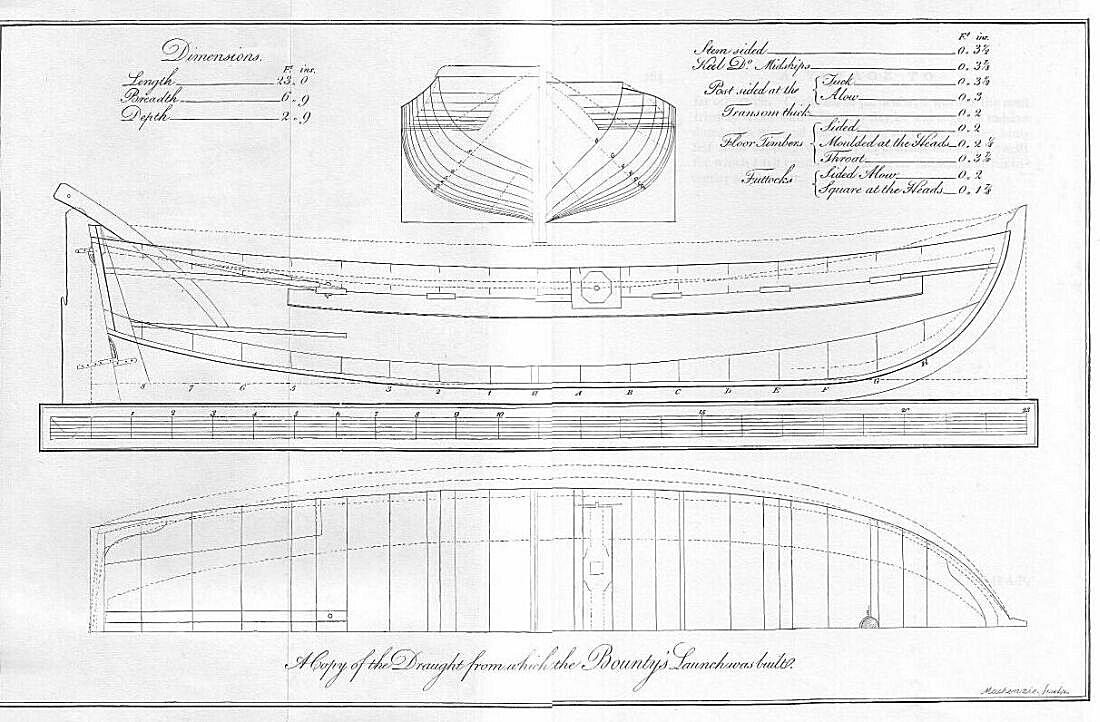
Das Beiboot der Bounty

Zusammen mit Bligh waren Fryer, Peckover und 16 andere Männer im 7 Meter langen und rund 2 Meter breiten Beiboot, das um fast 20 Zentimeter tiefer eintauchte als bis zur vorgesehenen zulässigen Höchstmarke.
Ausgerüstet lediglich mit Kompass, Log, einem Oktanten und seiner Taschenuhr navigierte Bligh das Beiboot der Bounty in 41 Segeltagen über 5800 Kilometer zur niederländischen Faktorei Kupang auf Timor, dem einzig infrage kommenden europäischen Stützpunkt. Bligh konnte nicht wissen, dass 1788 in Port Jackson, dem Hafen des heutigen Sydney, ein viel näherer Stützpunkt gegründet worden war.
Das einzige Todesopfer unterwegs war John Norton, der noch auf Tofua, der unmittelbar nach der Meuterei zur Versorgung angelaufenen Insel, von Einheimischen erschlagen worden war. Wie aus Blighs Bericht (vergleiche zum Beispiel Forster 1791) heute hervorgeht, entstand der Kampf, weil Bligh und seine Leute nichts Brauchbares gegen die benötigten Nahrungsmittel einzutauschen hatten, aber auch keine Feuerwaffen besaßen, um sich die Lebensmittel mit Gewalt zu beschaffen. Die Tofuaner hatten ihre Ware angeboten und fühlten sich bestohlen, als die Gruppe ohne Gegenleistung aufbrach. Daher griffen sie an und paddelten auch den flüchtenden Briten nach, bis Bligh einige Kleidungsstücke ins Wasser werfen ließ.
Bligh rationierte sofort drastisch die verbliebenen Lebensmittel auf 60 Gramm Zwieback und 125 Milliliter Wasser pro Person und Tag, abgemessen in einer improvisierten Waage aus Kokosschalen, mit einer Musketenkugel als Gewicht. Eine von ihm beschriftete Kokosschale wurde 2002 bei Christie’s versteigert und erzielte eine Summe von 71.700 britischen Pfund. Am 24. Mai stellte sich beim Überprüfen des Proviants heraus, dass die Rationen nochmals gekürzt werden mussten.
Bis Kupang entdeckte und verzeichnete Bligh etwa 40 kleine Inseln. Zu landen getraute er sich nach den Erfahrungen auf Tofua kaum noch. Erst am 29. Mai 1789 wagte er sich auf eine Insel, die er Restoration Island nannte (nach restore, ‚sich erholen‘). Dort waren ein wenig Wild und Trinkwasser zu finden. An den nachfolgenden Tagen durchfuhr er die Torres-Straße und benannte mehrere der Torres-Strait-Inseln nach den Wochentagen der ersten Juniwoche (Dienstag, 2. Juni bis Freitag, 5. Juni 1789).
Am 14. Juni 1789, 48 Tage nach der Meuterei, erreichte die Barkasse Kupang. Die erfolgreiche Fahrt des überladenen Bootes galt, auch in Kreisen seiner Kritiker, als eine seemännische Meisterleistung Blighs. Zeitweise war der Seegang so stark gewesen, dass die Segel im Wellental keinen Wind mehr fassten, zeitweise hatte es Flauten gegeben, in denen die unterernährte Mannschaft rudern musste. Die Männer warteten in Kupang auf die erste Möglichkeit zur Heimreise, litten aber weiterhin an den kaum überstandenen Strapazen und unter dem Tropenklima. Zwei verstarben in Kupang.
Bligh nahm die erste Möglichkeit zur Rückreise wahr. Er verließ Kupang am 20. August 1789, musste in Batavia noch einmal auf die Weiterreise warten und erreichte zusammen mit seinem Diener John Samuel und dem Koch John Smith am 14. März 1790 Portsmouth. Mit späteren Schiffen trafen zehn weitere Personen ein, darunter Fryer und Peckover; drei von ihnen, darunter Fryer, waren zeitweilig auf Blighs Anordnung in Ketten gelegt gewesen. Zwei von Blighs Leuten waren in Batavia am Fieber gestorben, und der Wundarzt Thomas Ledward trat seine letzte Reise an Bord einer holländischen Fregatte an, die im Sturm unterging. Zwölf der 18 mit Bligh Ausgesetzten überlebten. Im Oktober 1790 wurde Bligh in dem Kriegsgerichtsprozess, der bei Verlust eines Schiffes stets stattzufinden hatte, freigesprochen.

## Irrfahrt und Ende der „Bounty“

### Zwischen Tubuai und Tahiti
Die Meuterer fuhren zunächst nach Tubuai, wo sie eine Woche lang ankerten, beratschlagten und entschieden, sich anzusiedeln. Sie segelten daher zuerst nach Tahiti zurück, trafen ihre Frauen wieder und rüsteten sich aus, um auf Tubuai eine Kolonie zu gründen. Den lokalen Machthabern logen sie vor, die Brotfruchtmission erfüllt und danach Captain Cook getroffen zu haben, der sie beauftragt habe, eine Kolonie zu gründen, und seine Freunde in Tahiti bitten lasse, die Bounty entsprechend zu versorgen.
In Tubuai ließ man das Schiff auf dem Strand trockenfallen, und es wurde begonnen, ein Fort anzulegen. Das Vorhaben musste nach drei Monaten als gescheitert aufgegeben werden, da sowohl Streitigkeiten untereinander als auch Kämpfe mit den Einheimischen auftraten. Die abziehende Gruppe, der sich zwei Tubuaianer angeschlossen hatten, hinterließ 66 Getötete, darunter sechs Frauen. Unter den Europäern hatte es zwei Verletzte gegeben.
Am 22. September 1789 – Bligh war bereits aus Kupang Richtung England abgereist – traf Christian wieder in Tahiti ein. Da die Meuterer erwarten mussten, dort aufgespürt zu werden, war Christian entschlossen, so schnell wie möglich wieder aufzubrechen. 16 seiner Kameraden entschieden sich, zu bleiben. Christian stach mit den acht übrigen und einer kleinen Schar von Polynesiern und Polynesierinnen heimlich wieder in See; auch von Entführung ist die Rede. Einer der 16 auf Tahiti Verbliebenen sprang erst während des Segelsetzens über Bord, um nicht mitfahren zu müssen.
Die kleine Schar um Christian durchsegelte auf der Suche nach einer Bleibe die Cookinseln, die Tonga- und die Fidschi-Inseln, bevor sie sich nach Osten wandten. Einige der Frauen hatten inzwischen die Gruppe verlassen, sodass neben den neun Briten nur noch vier Männer aus Tahiti, zwei Männer aus Tubuai und zwölf Frauen aus Tahiti an Bord waren.
Am 15. Januar 1790 wurde die Insel Pitcairn gesichtet, die zuvor noch kein Europäer betreten hatte. Pitcairn lag, für die Meuterer um Christian erstrebenswert, mitten im Pazifik, fernab jeder Handelsroute. Ihre Position war damals mit einem Fehler von rund 180 Seemeilen (ca. 330 km) in den Seekarten der Admiralität eingezeichnet, was mindestens einer Tagesreise entspricht. Die Insel bot daher das ideale Versteck, falls sie bewohnbar war.

### Ende der „Bounty“: Vor Pitcairn gestrandet
Man beschloss, die Bounty auf Grund zu setzen, um das Anlanden der mitgebrachten Habseligkeiten, Yamswurzeln und Süßkartoffeln sowie einiger Schweine, Ziegen und Hühner zu erleichtern. Daraufhin teilte Christian die gesamte Insel unter den neun britischen Besatzungsmitgliedern auf, die mitgereisten Polynesier erhielten dagegen nichts, was ein Grund für die später folgenden tödlichen Konflikte innerhalb der Gemeinschaft war. 
Einer der Meuterer steckte das Wrack am 23. Januar 1790 eigenmächtig in Brand, um jede von See aus sichtbare Spur zu vernichten. Gleichzeitig war damit ausgeschlossen, dass einer von ihnen in ein Gebiet zurückkehren konnte, in dem er von der Admiralität aufgegriffen würde: Dass jedem von ihnen in einem solchen Fall der Tod durch Hängen beschieden gewesen wäre, war klar. Reste der Bounty liegen noch heute in wenigen Metern Tiefe und in unmittelbarer Nähe der „Bounty Bay“, des Landungsplatzes.
Die Geschichte der Meuterer endete mit ihrer Besiedelung von Pitcairn und mit dem dortigen Tod von John Adams (1829). Fletcher Christian war schon 1793 vermutlich gewaltsam auf Pitcairn gestorben. 35 Personen, großteils direkte Nachkommen der Meuterer, leben heute noch dort. Alljährlich am 23. Januar, dem Bounty Day, schleppen sie ein Schiffsmodell aufs Wasser hinaus und zünden es an.

## Vorgehen gegen die Meuterer

### Expedition derPandora
Nach dem Bekanntwerden der Meuterei entschied die Admiralität, die Meuterer verhaften und vor ein Militärgericht stellen zu lassen. Mit der Suche wurde Kapitän Edward Edwards betraut, der Anfang November mit der Fregatte Pandora und 160 Mann Besatzung aufbrach. Am 23. März 1791, 18 Monate nach der Ankunft der Meuterer, landete er auf Tahiti. Edwards ließ alle 14 noch lebenden Europäer in Ketten legen und in einen 3,4 mal 5,5 Meter messenden Aufbau auf dem Achterdeck sperren, der als Pandora’s Box (deutsch: Büchse der Pandora) bekannt wurde.
Zu dem Zeitpunkt waren zwei Europäer schon tot: 1789 oder 1790 hatte Matthew Thompson Charles Churchill erschossen und war der Blutrache durch dessen tahitianische Familie erlegen.
Auf der Rückreise lief die Pandora am 29. August 1791 vor der Küste Australiens auf ein Korallenriff und sank. Neben 31 Männern der Mannschaft ertranken die angeketteten Gefangenen Stewart, Hillbrant, Skinner und Sumner. Die 99 Überlebenden legten in Beibooten etwa 1100 Meilen zurück – wieder nach Kupang.

### Kriegsgericht
Im September 1792 wurden alle Engländer angeklagt, die Edwards zurückgebracht hatte. Bligh selbst konnte an dem Prozess nicht teilnehmen und als Zeuge aussagen, da er sich zu diesem Zeitpunkt bereits auf seiner zweiten Brotfrucht-Expedition befand. Vier der Meutererer wurden freigesprochen. Die übrigen sechs wurden zum Tod durch Hängen verurteilt. Peter Heywood, William Muspratt und James Morrison wurden am 22. Oktober vom König begnadigt. Burkitt, Ellison und Millward wurden am 29. Oktober 1792 an einer Rah des Kriegsschiffes HMS Brunswick im Hafen von Portsmouth gehängt und dem Urteil gemäß „zwei Stunden lang hängen gelassen“.

## Nach dem Prozess
Von den entkommenen Meuterern lebten Ende Oktober 1793 noch vier, nämlich Young, Adams, McCoy und Quintal. Ab Ende 1800 lebte nur noch John Adams, der als Drittletzter der gesamten Mannschaft am 5. März 1829 starb.
William Bligh erhielt den Auftrag zu einer zweiten Brotfruchtreise, diesmal auf einem geeigneten Schiff und eskortiert von der Assistance. Er brachte die Pflanzen am 24. Januar 1793 nach St. Vincent und am 5. Februar nach Jamaika. 1801 nahm er direkt neben Nelson an der Seeschlacht von Kopenhagen teil, wurde wegen seiner Tapferkeit besonders gelobt und 1805 zum Gouverneur von New South Wales bestellt. Er stand einmal wegen seines Umgangstons mit einem untergebenen Offizier vor Gericht und erlebte zwei weitere Meutereien, wurde jeweils rehabilitiert und zuletzt zum Vizeadmiral befördert. Ab 1810 erhielt er kein Kommando mehr. Er starb im Dezember 1817.
John Fryer blieb im Flottendienst als Master. 1805 war er Segelmeister der William (12), eines Versorgungsschiffs auf der Gibraltarstation. Später wurde er zum Master eines Linienschiffs ersten Ranges befördert, bevor er 1812 die Marine verließ. Er starb 1817 in England, ein halbes Jahr vor Bligh.
Thomas Hayward und John Hallte reisten mit der Strafexpedition der Pandora und befuhren nach dem Schiffbruch die Torresstraße ein weiteres Mal im offenen Boot. Beide kamen später auf See um.
Peter Heywood durfte nach der Begnadigung in der Marine bleiben und brachte es ebenfalls bis zum Kapitän. Aus seinen Aufzeichnungen aus Tahiti entstand das erste Wörterbuch der tahitianischen Sprache. Er starb 1831.
Der Zimmermann William Purcell starb als letzter Überlebender der Bounty am 10. März 1834 im Haslar Hospital, Portsmouth. Sein Sterbezimmer soll Ausblick auf Spithead gehabt haben, wo die Bounty 47 Jahre zuvor Segel gesetzt hatte.

## Wrack der „Bounty“ heute

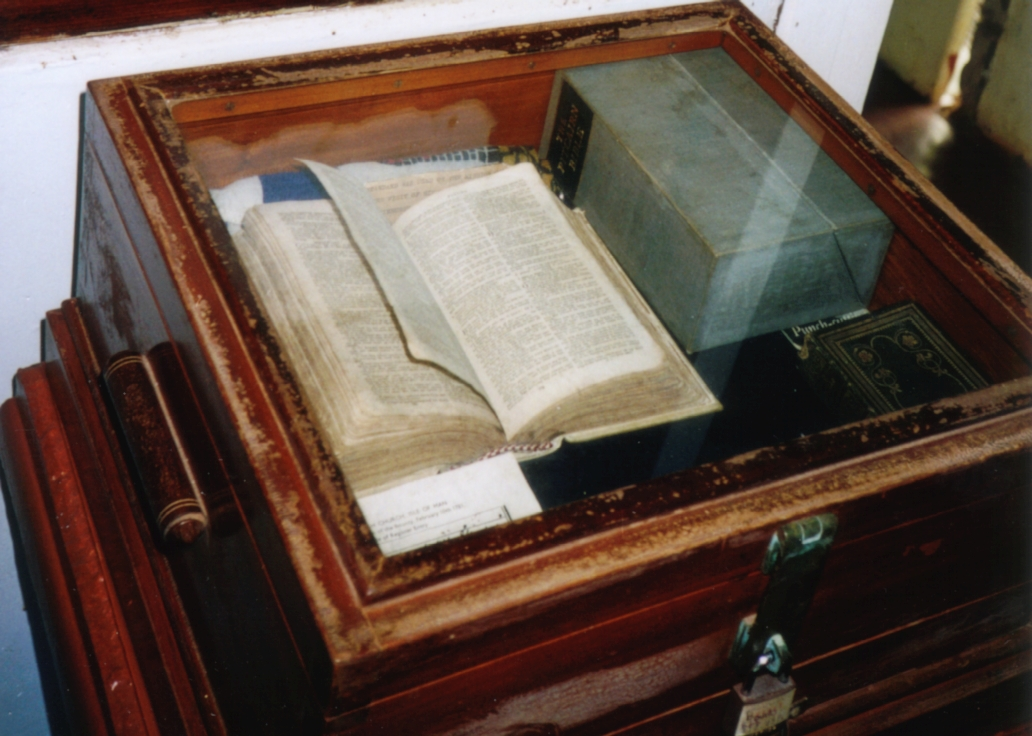
Schiffsbibel der Bounty

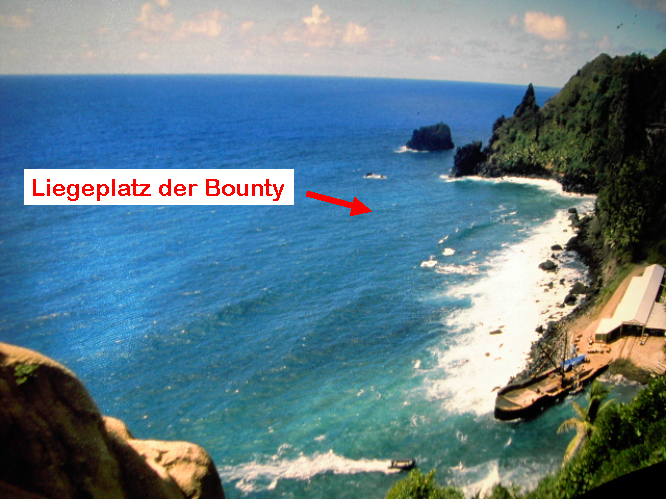
Lage des Wracks der Bounty vor der Insel Pitcairn

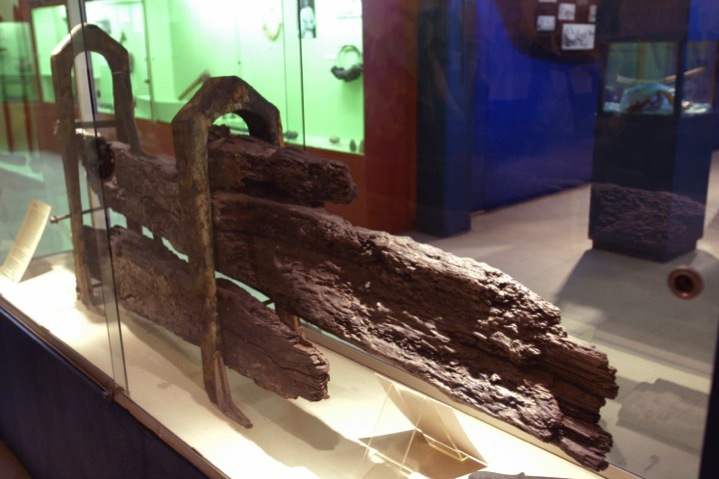
Ruder der Bounty im Fiji Museum, Suva

Die Einwohner von Pitcairn haben einige Relikte der Bounty-Meuterer aufbewahrt, die sich noch auf Pitcairn befinden, so zum Beispiel die Schiffsbibel in der Kirche von Adamstown. 1933 fanden die Bewohner von Pitcairn das hölzerne Ruder der Bounty, es befindet sich heute im Fiji Museum von Suva, der Hauptstadt von Fidschi (Pitcairn wurde bis 1970 vom Britischen Gouverneur in Fidschi verwaltet). Der Zapfen und ein Scharnier des Ruders der Bounty befinden sich im Otago-Museum in Dunedin, Neuseeland. Sie sind ein Geschenk des Pitcairners Parkin Christian.
1957 führte der Unterwasserfotograf Luis Marden im Auftrag der National Geographic Society eine Tauchexpedition nach Pitcairn durch. Ihm gelang es, zusammen mit Tom Christian, einem Nachfahren von Fletcher Christian, die Überreste des ausgebrannten Wracks aufzufinden. Der Kiel des Schiffes war noch auszumachen, außerdem fanden sie Beschlagteile, eine Kanone, Kanonenkugeln und den Anker. Die Kanone und der Anker sind inzwischen gehoben und vor dem Gemeindehaus am Zentralplatz von Adamstown ausgestellt.
Im Oktober 1998 suchte eine Gruppe von Unterwasserarchäologen der australischen James Cook University das Wrack erneut auf. Die Taucher fanden mehrere Beschlagteile und eine weitere Kanone, die ebenfalls gehoben wurde.
Das Wrack liegt heute noch in der Bounty Bay vor Pitcairn nahe der Landestelle („The Landing“) in drei bis fünf Metern Wassertiefe. Die Stelle liegt im Brandungsbereich, so dass ein Tauchgang – der nur mit Genehmigung des Inselrates durchgeführt werden darf – gefährlich ist. Hölzerne Überreste des Schiffes sind nicht mehr erkennbar, allerdings sind die großen Kieselsteine aus dem Ballast, die sich in Form, Struktur und Färbung deutlich von der Umgebung unterscheiden, gut sichtbar über ein Areal von etwa 8 × 15 Metern verteilt (Stand März 2000).

## Nachbauten
- Bounty (Schiff, 1960), 1. Nachbau, gesunken 2012 im Hurrikan Sandy
- Bounty (Schiff, 1978), 2. Nachbau

Für die Verfilmung aus dem Jahr 1935 kaufte Metro-Goldwyn-Mayer den Schoner Lily und ließ diesen zur Bounty umbauen.

## Meuterei auf der „Bounty“ in Literatur und Film

### Zeitgenössische Beschreibungen
Bligh verfasste zwischen 1790 und 1817 etliche unterschiedlich ausführliche Beschreibungen, die durchweg reißenden Absatz fanden. Bereits 1791 waren seine Artikel auch auf Deutsch erschienen, übersetzt und herausgegeben von Georg Forster.
Als persönliche Unterlagen dienten Bligh
- sein privates Logbuch. Da das Schiffslogbuch nach der Fahrt abzugeben war, hatte er zusätzlich private Aufzeichnungen gemacht. Das Original liegt in der State Library of New South Wales, Sydney.
- das im Beiboot geschriebene Notizbuch, in dem Bligh den Ablauf der Fahrt beschreibt, seine Vorkehrungen, die Rationierung des Essens und die 40 von ihm entdeckten Inseln. Es wird in der National Library of Australia, Canberra, verwahrt.

Als amtliche Dokumente liegen vor:
- Das Schiffslogbuch, aufgezeichnet vom Kapitänsdiener J. Samuel, liegt in The National Archives, London (früher Public Records Office).
- Die Gerichtsprotokolle.

Weitere Darstellungen von Beteiligten:
- Edward Christian, Fletchers Bruder, Professor für Recht in Cambridge, schrieb Short Reply to Captain Bligh und stellt ihn als unerträglich strengen Offizier dar.
- Peter Heywood, zum Tod verurteilt und nicht zuletzt dank seiner einflussreichen Familie begnadigt, verteidigte sein Verhalten in ähnlicher Weise.
- James Morrison, ebenfalls begnadigt, desgleichen.
- John Fryer, der bereits auf dem Schiff Differenzen sowie auf der Fahrt im offenen Boot heftigen Streit mit Bligh gehabt hatte, veröffentlichte ebenfalls seine für Bligh weniger schmeichelhaften Erinnerungen.

Der Ruhm Blighs als einer der fähigsten Seefahrer und Navigatoren seiner Zeit verblasste schon zu seinen Lebzeiten.

### Romane und Erzählungen
- John Boyne: Der Schiffsjunge. (Originaltitel: Mutiny on the Bounty), 2009.
- Max Engemann: Sturm über der Insel. St. Benno-Verlag, Leipzig 1988, ISBN 3-7462-0295-7 (Lebensgeschichte des Bounty-Meuterers John Adams).
- Robert Merle: Die Insel. Roman. Aufbau-Taschenbuch, Berlin 2002, ISBN 3-7466-1221-7 (Roman in Anlehnung an die Meuterei).
- Charles Nordhoff und James Norman Hall: The Bounty Trilogy: Mutiny on the Bounty, Men Against the Sea und Pitcairn’s Island. Little, Brown & Company, Boston 1964. Reprint: 1985, ISBN 0-316-61166-2.
- Jules Verne: Les Révoltés de la Bounty. (Kurzgeschichte), 1879 als Anhang des Bandes 18 der Voyages extraordinaires Die 500 Millionen der Begum in Frankreich veröffentlicht.
- Günter Sachse: Die Meuterei auf der Bounty. Roman. W. Fischer, Göttingen 1959.
- Charles B. Nordhoff, James N. Hall: Die Meuterei auf der Bounty – Schiff ohne Hafen. Insel, Frankfurt am Main/Leipzig 2006, ISBN 978-3-458-34908-2.
- Wolf-Ulrich Cropp: Mit der Bounty durch die Südsee – Eine Seereise auf den Spuren Käpt'n Blighs. Pietsch Verlag, Stuttgart 1993, ISBN 3-613-50186-4 (Erzählendes Sachbuch).

## Weitere Reminiszenzen

Platin-Anlagemünze

- Die Bounty ist das Motiv auf den Bildseiten der überwiegenden Anzahl der Anlagemünzen der Cookinseln.
- Der Asteroid des äußeren Hauptgürtels (3264) Bounty wurde nach dem Schiff benannt.[10]